# 6712-es mellékút (Magyarország)
A 6712-es számú mellékút egy közel 8,5 kilométer hosszú, négy számjegyű országos közút Somogy vármegyében.

## Nyomvonala
A 6701-es útból ágazik ki, annak 20,650-es kilométerszelvénye táján, Osztopán központjában, nyugat felé. Kezdeti szakasza a Szabadság tér nevet viseli, majd 150 méter után délnyugati irányba fordul, és ott már Hunyadi János utca néven folytatódik. 700 méter után kilép a település házai közül, 1,1 kilométer után pedig újra nyugati irányt vesz. Az 1,350-es kilométerszelvénye közelében kiágazik belőle a 67 312-es út Osztopán vasútállomásra, majd ott rögtön keresztezi is a MÁV 36-os számú Kaposvár–Fonyód-vasútvonalát.
Az 1,750-es kilométerszelvénye táján beletorkollik délről a 6706-os út, Hetes-Csombárd-Bodrog felől, bő tíz kilométer megtétele után, majd 3,4 kilométert követően az út átlép az út Pusztakovácsi területére. 5,2 kilométer után Kürtöspuszta településrész mellett halad el, attól északra, a 6,450-es kilométerszelvénye táján pedig Somogyfajsz területére lép. 7,2 kilométer után ér a település lakott területére, ahol a Május 1. utca nevet veszi fel. Ott ér véget, beletorkollva a 6703-as útba, amely itt a jutai kezdőpontjától bő 18,3 kilométerre jár.
Teljes hossza, az országos közutak térképes nyilvántartását szolgáló kira.gov.hu adatbázisa szerint 8,446 kilométer.